# Centralny Związek Osadników Wojskowych
Centralny Związek Osadników Wojskowych (CZOW) – związek powołany w marcu 1922 r. w Warszawie przez osadników wojskowych na Kresach Wschodnich, którzy osiedli tam na mocy ustawy o nadaniu ziemi żołnierzom Wojska Polskiego.
Podczas zjazdu założycielskiego w Warszawie obradowali przedstawiciele 27 powiatów objętych akcją osadnictwa. W chwili powstania liczył sobie 1472 członków (30% wszystkich osadników). W 1925 r. członkostwo w związku poszerzono na osadników cywilnych, a w 1929 r. CZOW przemianowano na Związek Osadników (ZOS), którego statut uchwalono w 1936 r. Prezesem związku był Wiktor Zygmunt Przedpełski.
W 1930 r. większość członków powiatowych zarządów ZOS popierała Józefa Piłsudskiego i BBWR oraz postulowała współpracę z rządem. Aktywne były również Stronnictwo Narodowe (m.in. gen. Marian Januszajtis-Żegota osiadły w powiecie krzemienieckim) oraz PSL „Piast”.
Członkowie związku organizowali samopomoc, pozyskiwali środki finansowe od banków i od państwa na wsparcie osadniczej gospodarki. Organizowano kursy rolnicze. Na Wołyniu funkcjonowało około 40 Kas Stefczyka – spółdzielni oszczędnościowo-pożyczkowych dla drobnych rolników.
W 1937 r. ZOS obejmował swoim zasięgiem około 800 osad (ognisk) wojskowych. Posiadał 6 Rad Wojewódzkich Związku, m.in. w Łucku. Wartość społecznego majątku osadników wyceniano wówczas na około 2 mln zł i z każdym rokiem kwota ta ulegała zwiększeniu.
W 1939 r. na Wołyniu mieszkało około 17 700 osadników wojskowych i cywilnych w ponad 3500 osadach.